# Lago del Tremorgio
Il lago del Tremorgio è un lago alpino situato presso la località di Rodi, parte del comune di Prato Leventina,  nelle alpi Lepontine.

## Morfologia
Si è formato in una dolina ampliata, in seguito, dall'erosione glaciale. È di forma quasi circolare, ha rive terrose, ed è profondo fino a 57 metri.

## Sfruttamento idroelettrico
Nel 1899, l'ingegner Raffaele Frasa di Lavorgo, chiese la concessione a scopi industriali delle acque del lago Tremorgio. 
Solo nel 1918 iniziarono i lavori di costruzione dell'impianto. Le acque verranno poi convogliate nella centrale idroelettrica del Tremorgio a Rodi. Nel 1926 l'impianto fu completato con l'aggiunta di un gruppo di pompe destinate a sollevare l'acqua del fiume Ticino per accumularla nel lago, ma dal 1975 le pompe non sono più in esercizio.

## Fauna

### Pesci
Le specie immesse sono la trota fario, la trota iridea, il salmerino alpino e la trota canadese. Le immissioni di trote canadesi sono state sospese nel 1983 e riprese negli ultimi anni con un numero contenuto di estivali. In passato il lago è stato ripopolato anche con salmerini fontinalis immessi per l'ultima volta nel 1991.